# Phare de Brämön
Le phare de Brämön (en suédois : Brämö fyr) est un phare situé sur l'île de Brämön, au nord de l'entrée du port de la commune de Sundsvall, dans le comté de Västernorrland (Suède).

## Histoire
La première station a été fondée en 1859 sur l'île inhabitée de Brämön.
Le phare actuel a été construit en 1948 au sud de l'ancien. Il a été équipé de l'ancien système optique fonctionnant à l'électricité. Il a été équipé d'un radar en 1951, le premier en Suède. Il a été automatisé en 1972.

## Description
Le phare est une tour circulaire en béton de 13 mètres de haut, avec une galerie et une lanterne au dôme peint en vert. Le phare est peint en blanc et porte une bande noire en son milieu. Son feu à occultations émet, à une hauteur focale de 31 mètres, deux éclats blanc, rouge et vert selon différents secteurs toutes les 20 secondes. Sa portée nominale est de 18 milles nautiques (environ 33 km).
Identifiant : ARLHS : SWE-006 ; SV-1536 - Amirauté : C6030 - NGA : 10752 .

## Caractéristique dufeu maritime
Fréquence : 20 secondes (W-R-G)
- Lumière : 11,3 secondes
- Obscurité : 2,7 secondes
- Lumière : 3,3 secondes
- Obscurité : 2,7 secondes

### Lien connexe
- Liste des phares de Suède